# سفير العلامة التجارية
سفير العلامة التجارية (بالإنجليزية: brand ambassador)‏، يُسمى أحيانًا أيضًا سفير الشركة، هو الشخص الذي يُعيّن من قبل منظمة أو شركة لتمثيل علامة تجارية في توجه إيجابي ومن خلال ذلك يساعد على زيادة الوعي بالعلامة التجارية ومبيعاتها. يهدف تعيين سفير العلامة التجارية إلى تجسيد هوية الشركة في المظهر والسلوك والقيم والأخلاق. العنصر الأساسي لسفراء العلامات التجارية هو قدرتهم على استخدام استراتيجيات الترويج التي تعمل على تعزيز العلاقة بين العميل والمنتج والخدمة وتؤثر على جمهور كبير لشراء واستهلاك المزيد. في الغالب، يُعرف سفير العلامة التجارية باسم المتحدث الإيجابي أو قائد الرأي أو المؤثِّر المجتمعي، المُعيّن كعميل داخلي أو خارجي لتعزيز مبيعات المنتج أو الخدمة وخلق الوعي بالعلامة التجارية. اليوم، توسَّع معنى سفير العلامة التجارية كمصطلح بما يتجاوز العلامة التجارية للمشاهير إلى العلامة التجارية الذاتية أو إدارة العلامة التجارية الشخصية. وقد شكلت الشخصيات المهنية مثل سفراء النوايا الحسنة وغير الربحين، والعارضين الترويجيين، والشهادات، والمدافعين عن العلامات التجارية امتدادًا لنفس المفهوم، مع مراعاة متطلبات كل شركة.
يشير مصطلح سفير العلامة التجارية بشكل فضفاض إلى سلعة تغطي جميع أنواع موظفي المناسبات، يتراوحون بين مضيفي المعارض التجارية، وأعضاء الترويج في المتاجر وفرق الشوارع. وفقًا لبراين، فإن وظيفة سفير العلامة التجارية كانت تُوكل عادةً لأحد المشاهير أو شخصية معروفة لدى الجمهور، والذي كان يتقاضى أجرًا كبيرًا مقابل وقته وجهده. ولكن في الوقت الحاضر، يمكن أن يكون سفير العلامة التجارية أي شخص لديه معرفة أو يمكنه تحديد احتياجات معينة تسعى إليها العلامة التجارية. ومع ذلك، تعتمد صناعة الأزياء فقط على الزبائن المشاهير من أجل أن يبقوا سفراءً للعلامة التجارية. علاوة على ذلك، يعتبر سفراء العلامة التجارية هم البائعين الرئيسين للمنتج أو الخدمة المعروضة. يجب أن يظلوا على اطلاع جيد عندما يتعلق الأمر بالعلامة التجارية التي يمثلونها، نظرًا لطبيعتهم في كونهم الشخص الذي تتوجه إليه الأسئلة المطروحة من قبل المستهلكين. تتمثل مهمة سفير العلامة التجارية في تحقيق النتائج من خلال أدوات الاتصال إما بشكل عام، مثل وسائل التواصل الاجتماعي، أو بشكل خاص بما في ذلك رسائل البريد الإلكتروني والرسائل وقنوات أخرى مباشرة من شخص لشخص.

## التاريخ

### صعود مدراء العلامات التجارية
تطور مفهوم العلامات التجارية وتسويق العلامة التجارية على مدى عقود. تقليديًا، كان يعرف المستهلكون فقط بعض المنتجات المتوفرة في السوق. ابتداءً من سبعينيات القرن التاسع عشر، بدأ عدد من الشركات في دفع «المنتجات ذات العلامات التجارية»، ما جعل المستهلكين يعرفون المزيد من العلامات التجارية. من عام 1915 حتى عشرينيات القرن العشرين، أُنشئت العلامات التجارية للشركات المصنعة وطُوّرت، مما زاد من اعتماد الشركات على إعلانات العلامات التجارية وتسويقها. ومع ذلك، أدى الكساد الكبير إلى تراجع حاد في تقدم العلامة التجارية، حيث لم يعد لدى الشركات سوى طرق قليلة لزيادة الإيرادات وإعادة أعمالها إلى مسارها الصحيح. طورت شركات مثل بروكتر وغامبل وجنرال فودز ويونيليفر نظام إدارة العلامات التجارية، من أجل الحفاظ على علامتها التجارية والبقاء في سوق ميؤوس منها. يشير «نظام مدير العلامة التجارية» إلى نوع الهيكل التنظيمي الذي تُوكل فيه العلامات التجارية أو المنتجات للمديرين المسؤولين عن أدائها.

### عصر التغيير
منذ أوائل إلى منتصف الخمسينيات وحتى منتصف الستينيات من القرن العشرين، تحركت المزيد من الشركات نحو توظيف مدراء العلامات التجارية. أدى الازدهار المفاجئ للاقتصاد، الذي أعقبه تزايد عدد السكان من الطبقة المتوسطة ومعدل المواليد، إلى زيادة الطلب على المنتجات داخل السوق. أدى ذلك إلى منافسة مطردة بين عدد من الشركات المصنعة التي وجدت صعوبة في جعل منتجاتها ملحوظة وسط العلامات التجارية الموجودة مسبقًا. بحلول عام 1967، كان امتلكت 84% الشركات المصنعة للسلع الاستهلاكية ذات التعبئة العالية مدراء للعلامات التجارية. كما يشار إلى مدراء العلامات التجارية باسم «مدراء المنتجات» الذين تحولت أولويتهم الوحيدة من مجرد بناء العلامة التجارية إلى زيادة مبيعات الشركة وهامش الربح. «مدير المنتج هو رجل الساعة في المنظمات التسويقية.... التسويق الحديث يحتاج إلى مدير المنتج»، من مقال مشهور في ستينيات القرن العشرين.
على مدار عدة سنوات، استمر وجود مدراء العلامات التجارية بصفتهم وسيطًا من شأنه أن يساعد في تعزيز إيرادات الشركة. في تسعينيات القرن العشرين، سلّطت مؤسسة التسويق البريطانية الضوء على أن مدراء العلامات التجارية هم جزء من «نظام تنظيمي عفا عليه الزمن» بينما «شجع نظام مدير العلامة التجارية انتشار العلامة التجارية، مما أدى بدوره إلى إضعاف المزاحمة الذاتية وقيود الموارد».

### تطور مدراء العلامات التجارية إلى سفراء العلامة التجارية
منذ تسعينيات القرن العشرين وحتى أوائل العقد الأول من القرن الحادي والعشرين، تطورت إدارة العلامة التجارية ذاتها باعتبارها إدارة أصول العلامة التجارية. عرّف ديفيس إستراتيجية إدارة أصول العلامة التجارية بأنها «نهج استثماري متوازن لبناء معنى العلامة التجارية، والتواصل معها داخلياً وخارجيًا، والاستفادة منها لزيادة ربحية العلامة التجارية، وقيمة أصول العلامة التجارية، وعائدات العلامة التجارية بمرور الوقت».

### سفراء العلامة التجارية في الحرم الجامعي
سفراء الحرم الجامعي (المعروفين أيضًا باسم «ممثلي العلامات التجارية» و«سفراء العلامات التجارية») هم طلاب الجامعات الذين ينشرون الكلام عن الشركة التي يمثلونها. الهدف من سفراء الحرم الجامعي هو مساعدة الشركة في تنفيذ برامج تسويقية في الحرم الجامعي لاستهداف ديموغرافية الجامعة. يمكن تحقيق ذلك من خلال إقامة الأحداث، استضافة ورش العمل، واستخدام وسائل التواصل الاجتماعي لترويج العلامة التجارية أو الشركة.

### سفراء العلامة التجارية في مواقع التواصل الاجتماعي
سفراء العلامات التجارية في مواقع التواصل الاجتماعي (المعروف أيضًا باسم المؤثرين أصحاب النفوذ المتناهي الصغر أو المؤثرين النانو) هم مستخدمو مواقع التواصل الاجتماعي الذين ينشرون الكلام عن شركة/علامة تجارية أو منتجاتها عن طريق نشر معلومات عنهم على مواقع التواصل الاجتماعي وترويجها لجمهورهم الاجتماعي الفريد. عادة ما يكون سفراء العلامة التجارية على مواقع التواصل الاجتماعي جزءًا من «برنامج السفير» الأوسع الذي تديره شركة حيث تمنح لكل سفير «رمز تحويل» أو «رابط تحويل» للترويج باستخدامه. على سبيل المثال، سيتم منح السفير رمزًا مثل «ambass15» يكون صالحًا لإجراء خصم 15% في متجر الشركة عبر الإنترنت. بعد ذلك، كلما استُخدم هذا الرمز، تكون الشركة قادرة على تتبعه بسهولة إلى ذلك السفير المحدد، ويمكنها مكافأته على المساعدة في جلب هذا البيع إلى الشركة من خلال عمولة المبيعات أو المنتجات المجانية أو العرض الموسع على مواقع التواصل الاجتماعي. أصبحت برامج سفراء العلامة التجارية جزءًا كبيرًا من المشهد التسويقي للإعلام الرقمي والاجتماعي حيث يرغب المستهلكون العصريون في أن يصبحوا جزءًا لا يتجزأ من التوصية بالعلامات التجارية التي يحبونها والترويج لها.